# Kisgyarmatapuszta
Kisgyarmatapuszta (Kisgyarmatpuszta, Szőlőtelep vagy Gyarmatszőlős, románul: Giarmata-Vii, korábban Iberlont, németül: Überland) falu Romániában, a Bánátban, Temes megyében.

## Fekvése
Temesvártól északkeletre, a Bega mellékvize, a Behela partján fekszik.

## Története
Először 1806-ban, Überland néven említették. A név arra utal, hogy Temesgyarmata külső földjein alakult ki, amelyeket a gyarmataiak bérbe adtak. Első lakói Gyarmatáról, Ságról, Janováról, Temesrékasról, Féregyházról, Piskiből és Németbencsekről betelepült németek, románok és magyarok voltak. Római katolikus iskolája 1855-ben alakult, amelyet 1900-ban államosítottak. Lakói szőlőtermesztésből éltek az 1893 és 94-ben pusztító filoxérajárványig, amikor egyéb jövedelemforrást kellett találniuk. Többségük iparosnak vagy bérmunkásnak állt a közeli Temesváron, más részük tejtermelésbe fogott, és a tejet a város piacán árulta. Önálló római katolikus plébániája sohasem létezett, 1992-ig Temesgyarmat filiája volt, azóta Újszentesé. Temploma neobarokk stílusban 1928-ban épült. Román ortodox egyházközsége 1930-ban alakult meg, templomuk Tóth István temesvári építészmérnök tervei alapján, ugyancsak barokk stílusban 1938 és 64 között épült fel. 1948-ban a lakosok kérése alapján különvált Temesgyarmattól, 1956 óta pedig Giroda (Győröd) község része. 1948 és 1966 között házainak száma megkétszereződött. Főként erdélyi, bihari és máramarosi románok költöztek be, ma az ő leszármazottaik alkotják a lakosság többségét. Német tannyelvű iskolai tagozata 1985-ig működött.

## Népessége
1848-ban 359 lakosából 198 volt római katolikus és 161 ortodox vallású.
1910-ben 657 lakosából 418 volt német, 204 román és 33 magyar anyanyelvű; 453 római katolikus és 198 ortodox vallású.
2002-ben 1408 lakosából 1365 volt román, 22 magyar és 10 német nemzetiségű; 1279 ortodox, 57 pünkösdi és 47 római katolikus vallású.